# Grigori Zinovjev

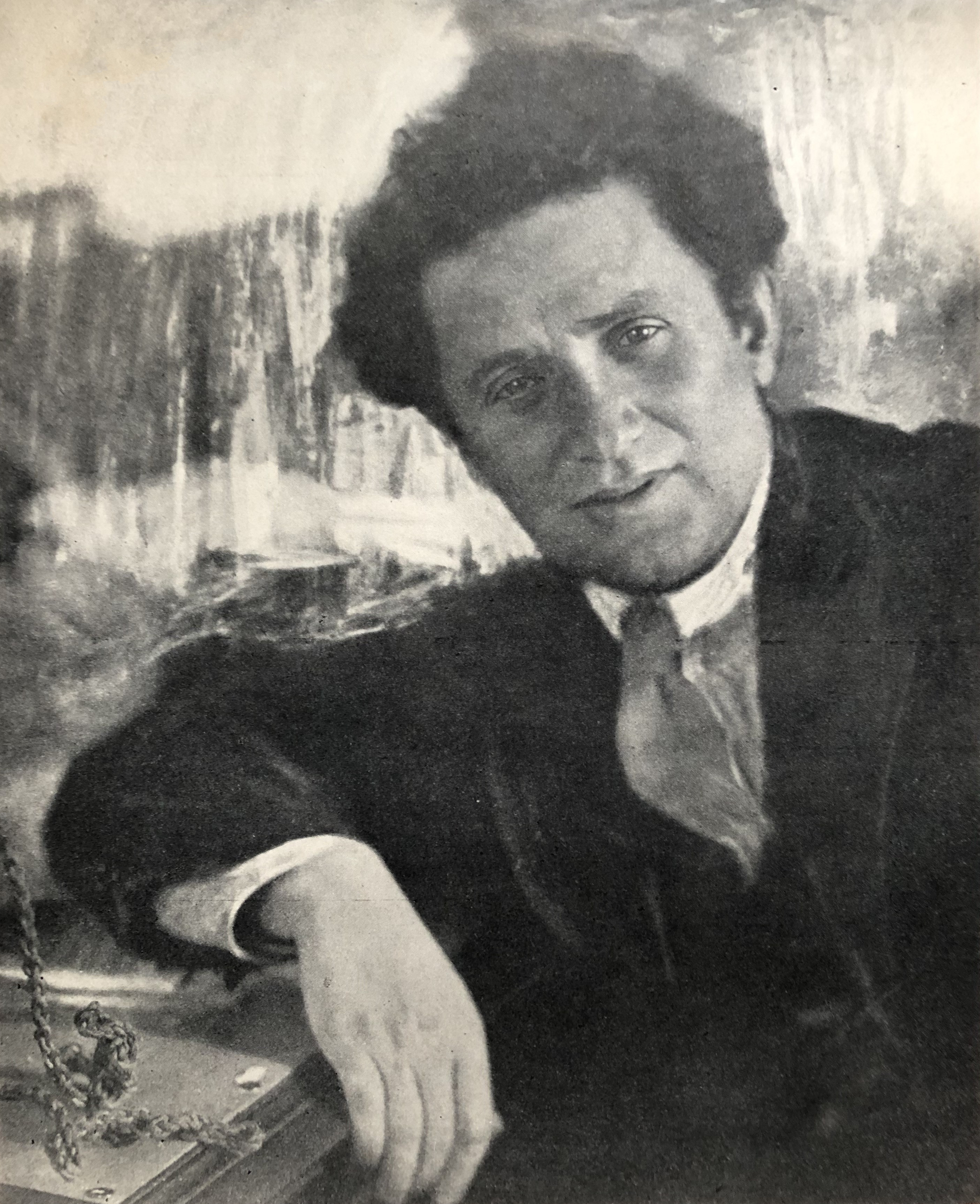
Grigori Zinovjev

Grigori Jevsejevitsj Zinovjev (Russisch: Григорий Евсеевич Зиновьев) (Jelisavetgrad, 11 september 1883 – Moskou, 25 augustus 1936) was een Sovjet-Russisch communistisch politicus en marxistisch theoreticus.

## Voor de revolutie van 1917
Hij werd geboren in Jelisavetgrad, Keizerrijk Rusland, (nu Kropyvnytsky, Oekraïne), in een gezin van joodse melkveehouders. De jonge Grigori hielp op de boerderij en omdat hij niet naar school ging, kreeg hij thuis onderwijs. Tussen 1923 tot 1935 was de stad gekend onder de naam Zinovyevsk. Grigori Zinovjev was in zijn vroege leven gekend onder de namen Apfelbaum, Radomyslovsky of Ovsej Radomyslski en nam later de volgende namen aan: Shatski, Grigoriev, Grigori en Zinovjev. De twee laatste werden het meest gebruikt.
Hij studeerde filosofie, literatuur en geschiedenis, begon zich te interesseren voor politiek en werd lid van de Russische Sociaaldemocratische Arbeiderspartij in 1901.
Hij was lid van de bolsjewistische fractie vanaf de oprichting in 1903. Tussen 1903 en de val van het Russische rijk in februari 1917 was hij een van Vladimir Lenins meest nabije medewerkers. In 1907 werd hij verkozen in het centraal comité van de Russische Sociaaldemocratische Arbeiderspartij. In 1908 stond Zinovjev aan de zijde van Lenin, toen de bolsjewistische fractie zich opsplitste in aanhangers van Lenin en volgelingen van Alexander Bogdanov. Zinovjev bleef Lenins aide-de-camp en vertegenwoordiger in verscheidene socialistische organisaties tot 1917.

## De revolutie
Na de bolsjewistische Oktoberrevolutie werd hij partijsecretaris van de Russische Communistische Partij in Sint-Petersburg (1918). Hij bekleedde daarmee een van de belangrijkste functies in het partijapparaat. Tijdens de Russische Burgeroorlog organiseerde hij de verdediging van Sint-Petersburg. Hij was een aanhanger van de onverzoenlijke logica van de klassenoorlog en verklaarde in september 1918 (tijdens de burgeroorlog): "Om de vijand te breken moeten we beschikken over onze eigen socialistische terreur, we moeten negentig van de honderd miljoen Russen aan onze kant zien te krijgen. Aan de anderen hebben we geen boodschap. Zij dienen te worden vernietigd."
In 1919 werd hij voorzitter van de pas opgerichte Comintern (Communistische Internationale) en het politbureau. Tijdens de ziekte van Lenin (1922-1924) vormde hij met Jozef Stalin en Lev Kamenev een coalitie tegen Leon Trotski. Zinovjev, beoogd opvolger van de in januari 1924 overleden Lenin, moest uiteindelijk in Stalin zijn meerdere erkennen. In 1925 sloten Zinovjev en Kamenev een verbond met Trotski. Dit verbond kreeg de naam de Linkse of Verenigde Oppositie. Deze oppositie verzette zich heftig tegen Stalin en de Rechtse Oppositie o.l.v. Nikolaj Boecharin, Michail Tomski en Aleksej Rykov.
In 1926 kwam de Verenigde Oppositie ten val. Zinovjev werd uit al zijn belangrijke partijfuncties gezet. In 1927 werd hij geroyeerd. Nadat hij zelfkritiek had uitgeoefend en 'schuld' had bekend, werd hij weer in de partij opgenomen, maar kort daarna weer uit de partij gezet. In 1935 werd hij voor de laatste keer toegelaten tot de partij.

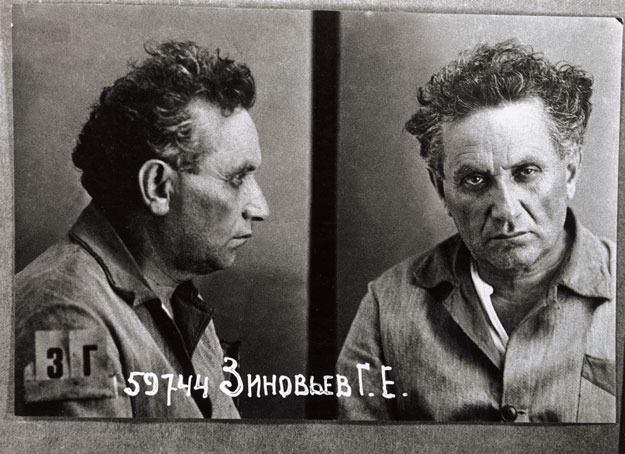
Zinovjev in de Loebjanka, kort voor zijn veroordeling en executie, 1936

## Veroordeling en executie
Nog in datzelfde jaar werden Zinovjev en Kamenev wegens 'morele medeplichtigheid' aan de moord op de Leningradse (Sint-Petersburgse) partijsecretaris Kirov veroordeeld tot tien jaar celstraf. In 1936 werd Zinovjev echter opnieuw berecht, in een schijnproces te Moskou, samen met onder andere Kamenev, omdat hij zou behoren tot een trotskistisch-zinovjevistisch centrum. Dit was een door de aanklagers gefingeerde 'linkse oppositiegroep' die terreurdaden en aanslagen op Stalin en andere kopstukken van het Politbureau zou hebben beraamd.
Zinovjev werd op 24 augustus 1936 ter dood veroordeeld en een dag later in de Loebjanka-gevangenis geëxecuteerd, ondanks een toezegging van Stalin dat zijn leven gespaard zou worden als hij zou bekennen.
Zinovjev werd in 1988 gerehabiliteerd, tijdens de perestrojka.